# Drozdy (województwo mazowieckie)
Drozdy – osada w Polsce, położona w województwie mazowieckim, w powiecie piaseczyńskim, w gminie Tarczyn.
W latach 1975–1998 osada administracyjnie należała do województwa warszawskiego.